# بايك بلوبارك
بايك بلوبارك (بالإنجليزية: BAIC BluePark) (بالصينية: 北汽蓝谷) هي شركة تابعة لمجموعة بايك تعمل بشكل رئيسي في التصميم والبحث والتطوير وبيع السيارات الكهربائية. تمت إعادة هيكلة بايك بلوبارك من شركتها التابعة الحالية، شركة بكين للسيارات الكهربائية المحدودة (بايك بجيف). تقوم الشركة حاليًا بتشغيل العلامات التجارية لطرازات أركفوكس والسيارات الكهربائية من ماركة بكين.

## التاريخ
في عام 2009، أنشأت مجموعة بايك شركة تابعة، شركة بكين للسيارات الكهربائية المحدودة (BJEV). هي أول شركة تصنيع سيارات كهربائية يتم تشغيلها بشكل مستقل في الصين، والمؤسسة في الصين تحصل على مؤهل لإنتاج مركبات الطاقة الجديدة.
بين عامي 2010 و2014، أصبحت بجيف شركة تابعة لشركة بايك موتور، ولكن تم إعادتها تحت السيطرة المباشرة لمجموعة بايك ثم مرة أخرى قبل إدراج بايك موتور. تمت إعادة تسمية الشركة إلى شركة بكين للطاقة الجديدة للسيارات المحدودة (بايك بجيف) .
في عام 2018، من المقرر طرح شركة بايك بجيف للاكتتاب العام من خلال إدراج خلفي في سوق الأسهم أيه في الصين. تم تغيير اسم الشركة إلى "شركة بايك بلوبارك لتكنولوجيا الطاقة الجديدة المحدودة (بايك بلوبارك) ". أعيد بناء بايك بجيف وأصبحت شركة تابعة لشركة بايك بلوبارك.
في ديسمبر 2019، قامت شركة بكين بلوبارك بتوسيع تعاونها الحالي مع مورد السيارات العالمي ماجنا الدولية (مقره في كندا) إلى مشروع مشترك كامل، باستخدام بايك تشنجيانغ كشركة مانحة. تمت إعادة تسميتها باسم بايك بلوبارك ماجنا للسيارات وستكون مسؤولة عن تصنيع السيارات الكهربائية المتميزة تحت العلامة التجارية أركفوكس.
في سبتمبر 2021، أصدرت بايك بلوبارك وهواوي بيانًا مشتركًا، مفاده أن الشركتين ستتعاونان في بناء سيارة كهربائية ذكية تحت العلامة التجارية أركفوكس.
في مايو 2022، أطلقت بايك بلوبارك نسخة أركفوكس ألفا-إس HI ضمن وضع "Huawei Inside". تعمل شركة هواوي على تمكين ذكاء السيارة من خلال توفير البرامج والأجهزة.
في أغسطس 2023، أصدرت بايك بلوبارك إعلانًا عن توسيع نطاق التعاون مع مجموعة هواوي لأعمال المستهلكين لبناء سيارة سيدان كهربائية ذكية متطورة.
في ديسمبر 2023، وفقًا لإعلان صادر عن الإدارة الوطنية الصينية للملكية الفكرية (CNIPA)، قامت شركة هواوي بنقل علامات تجارية متعددة تسمى "ستيلاتو" إلى بايك بجيف، وهو الاسم الإنجليزي للعلامة التجارية التعاونية هواوي × بايك ضمن تحالف التنقل الذكي هارموني (HIMA)، على غرار أيتو ولوكسيد.

## المنتجات

### أركفوكس
آركفوكس (极狐汽车) هي العلامة التجارية المتميزة للسيارات الكهربائية التابعة لشركة بايك والتي تديرها بايك بلوبارك، والتي تأسست في عام 2017.

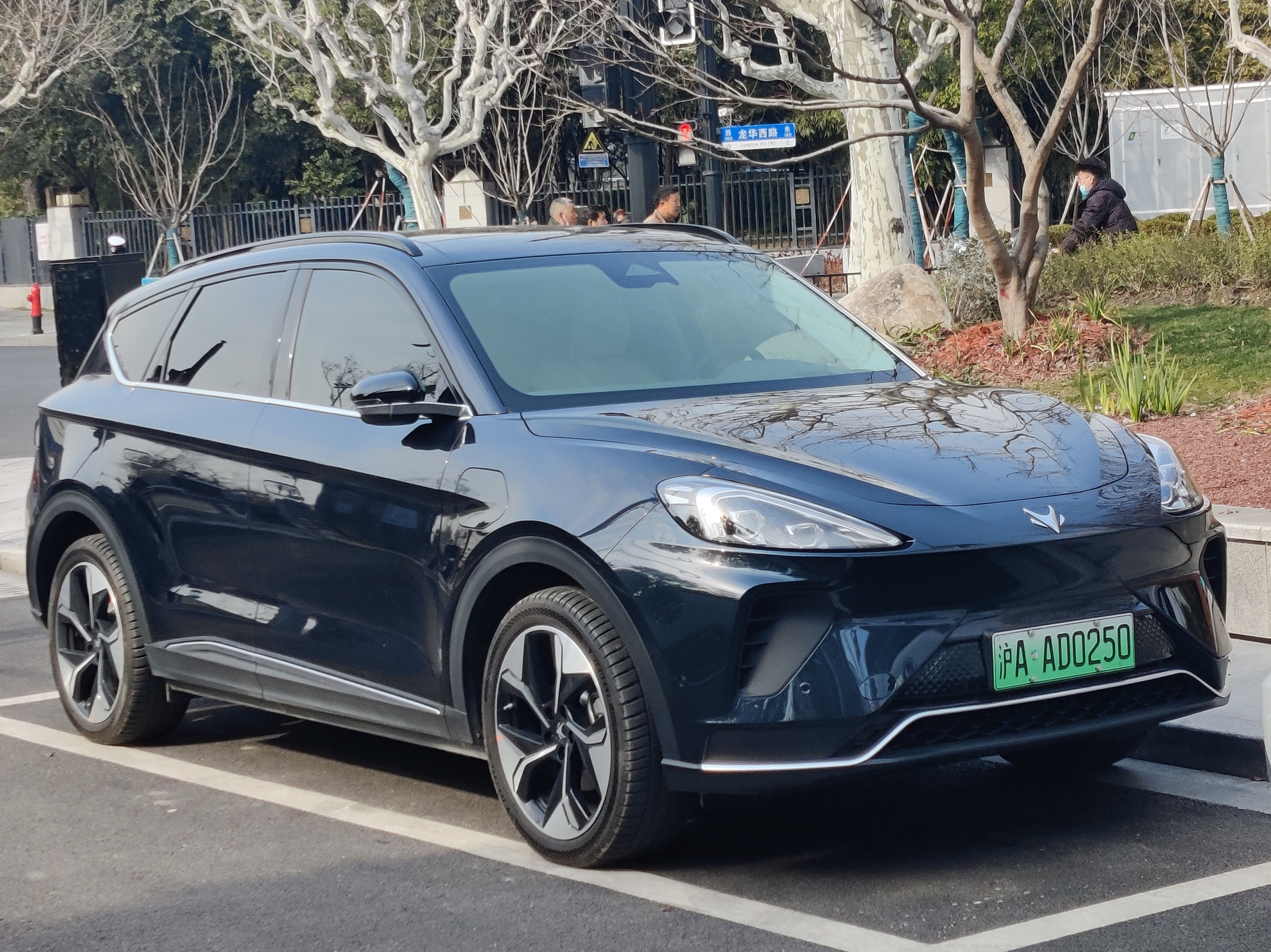
أركفوكس ألفا-تي

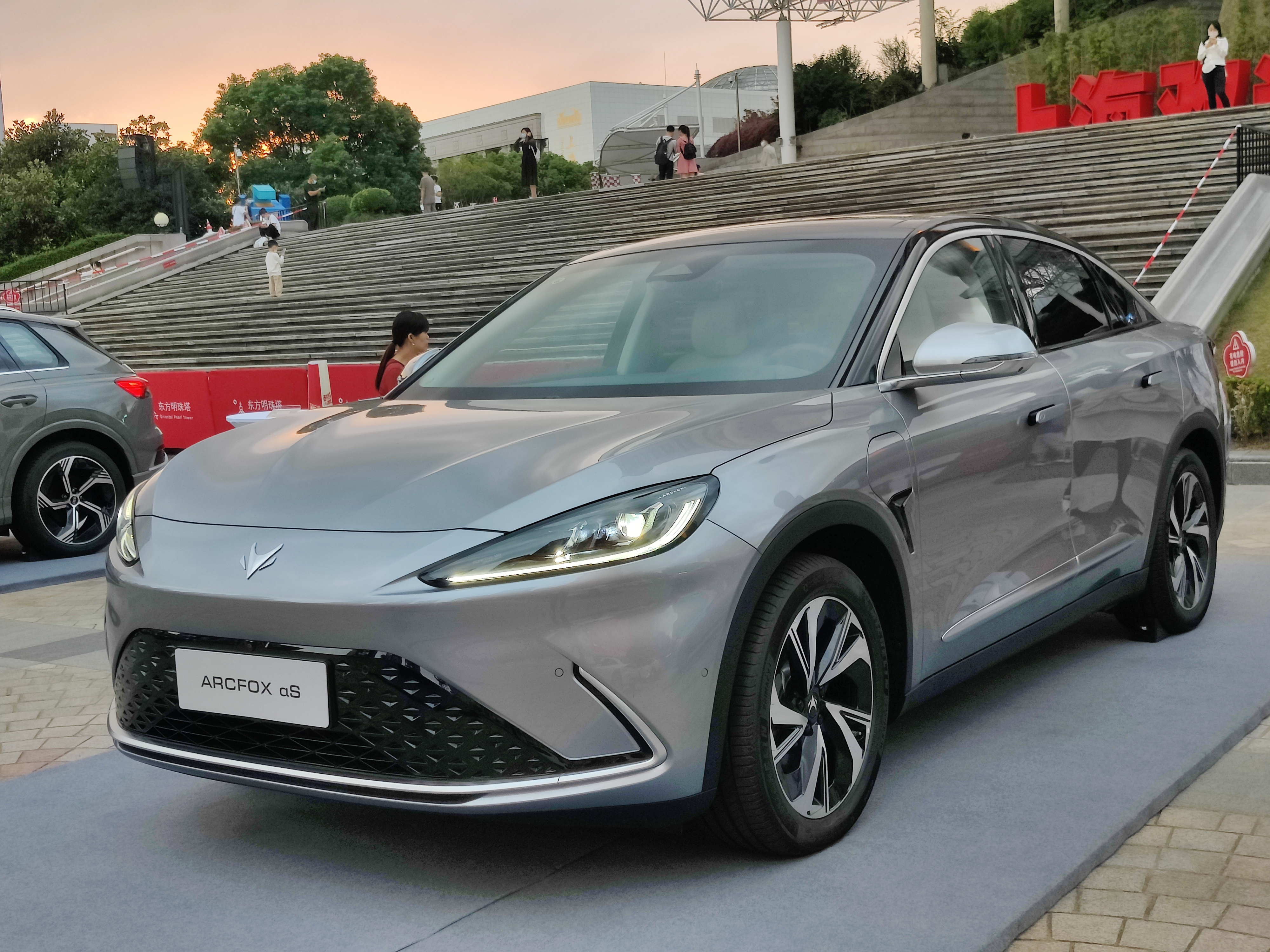
أركفوكس ألفا-إس

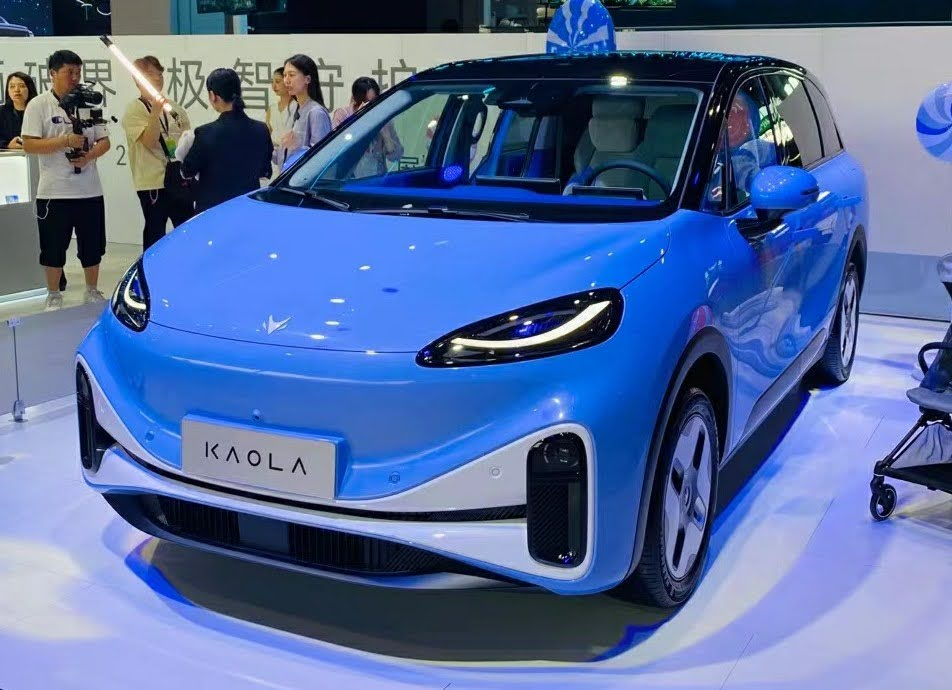
أركفوكس كاولا

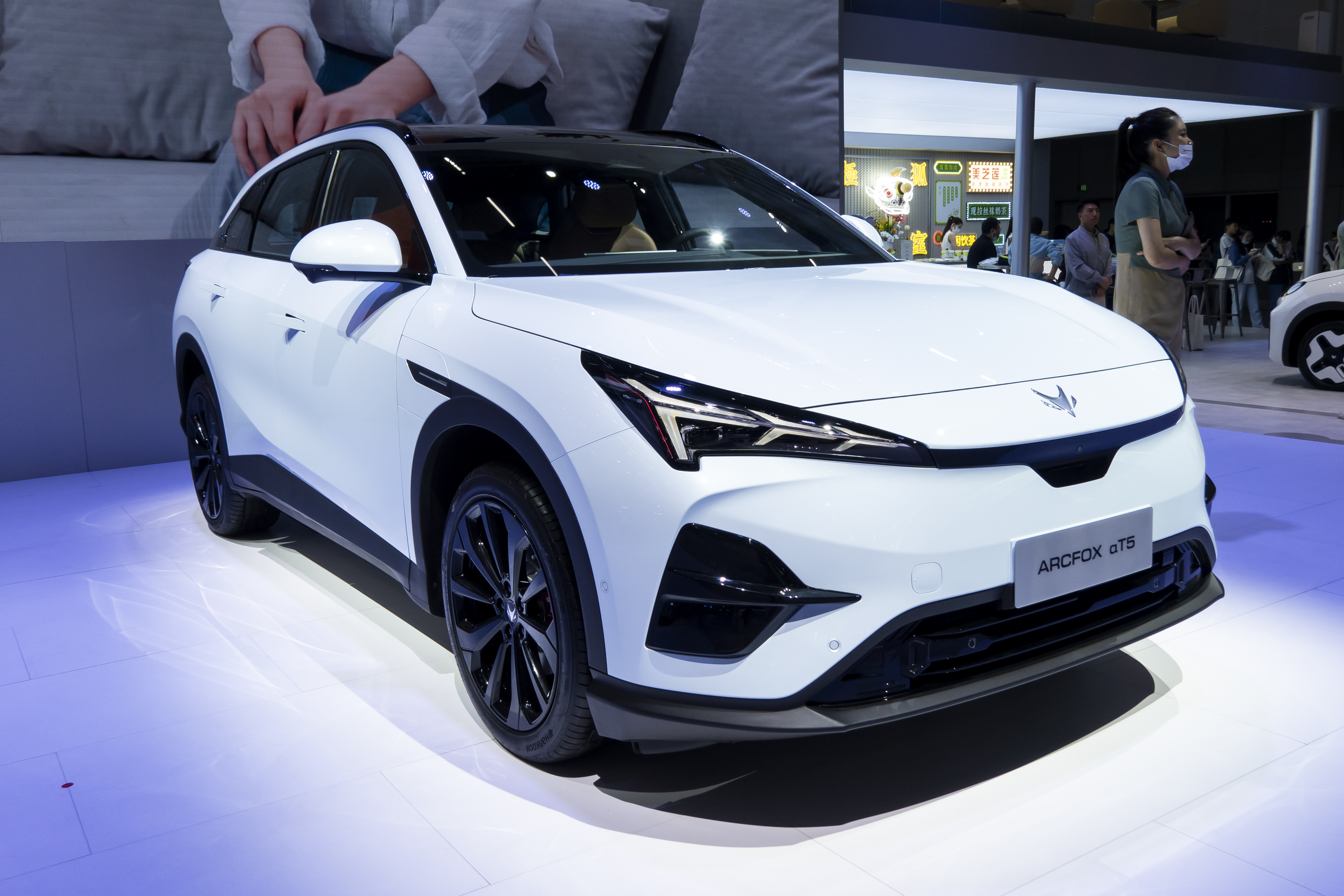
أركفوكس ألفا-تي 5

### ستيلاتو
ستيلاتو (بالصينية: 享界) هي العلامة التجارية التي تتعاون هواوي مع بايك بلوبارك، وهي شركة تابعة لمجموعة بايك .
- ستيلاتو إس 9 (قادم)، سيارة سيدان كاملة الحجم، BEV.

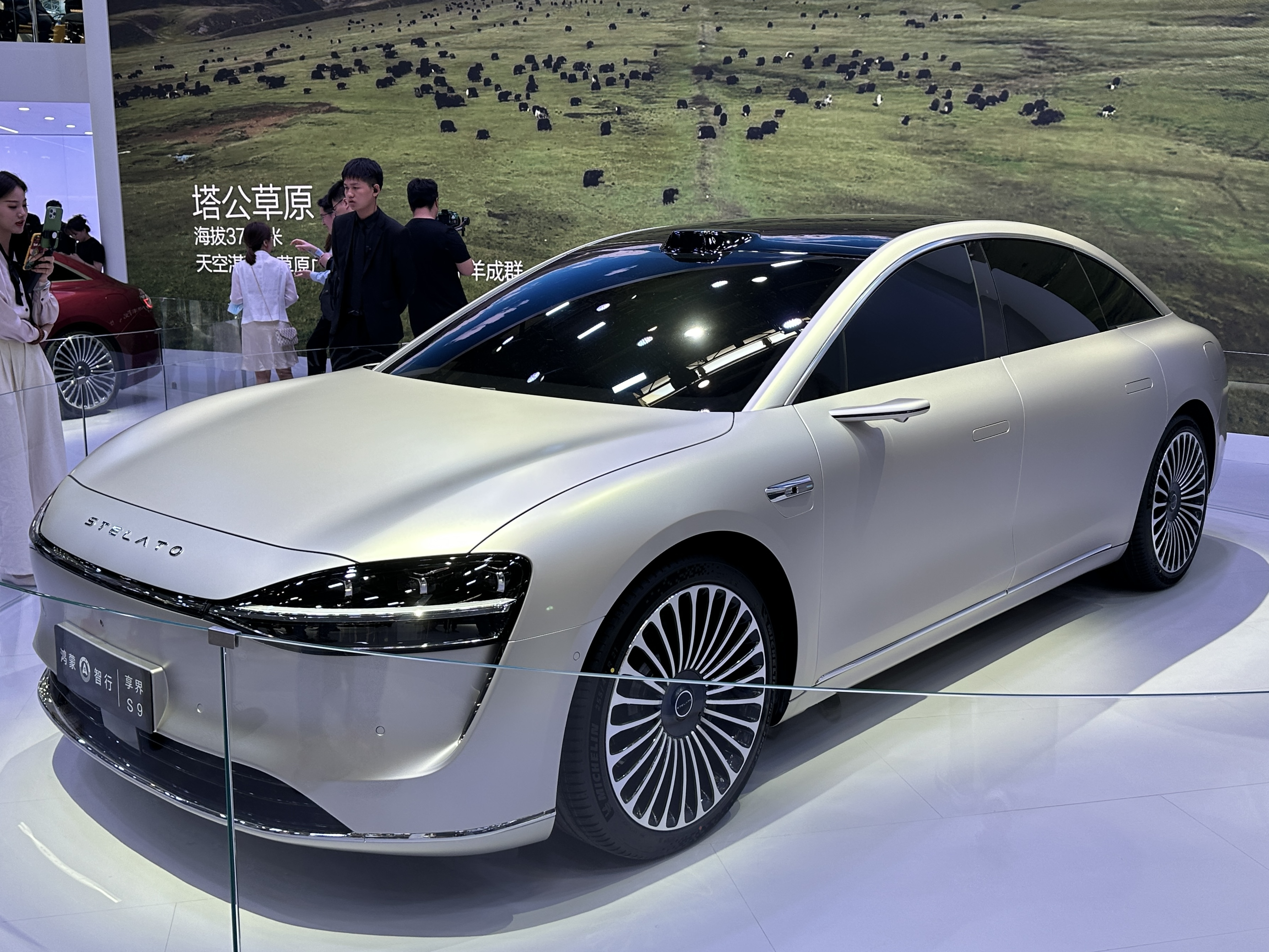
ستيلاتو إس 9

### بجيف/بكين (نماذج إي في)
مع إعادة دمج شركة بكين للسيارات الكهربائية المحدودة (بايك بجيف) في بايك بلوبارك ، فإن السيارة الكهربائية التي تعمل بالبطارية من العلامة التجارية بكين، مثل بكين إي يو 5، بكين إي يو 7، يتم تشغيلها أيضًا بواسطة بايك بلوبارك في الوقت الحالي.

#### بكين الحالية (نماذج إي في)
- بكين إي يو 7 (2019 إلى الوقت الحاضر)، سيارة متوسطة الحجم، طراز إي في من بكين يو 7.
- بكين إي يو 5 (2018 إلى الوقت الحاضر)، سيارة مدمجة، طراز إي في من بكين يو 5.
- بكين إي إكس 5 (2019 إلى الوقت الحاضر)، سيارة الدفع الرباعي المدمجة، البديل إي في من بكين إكس 5.

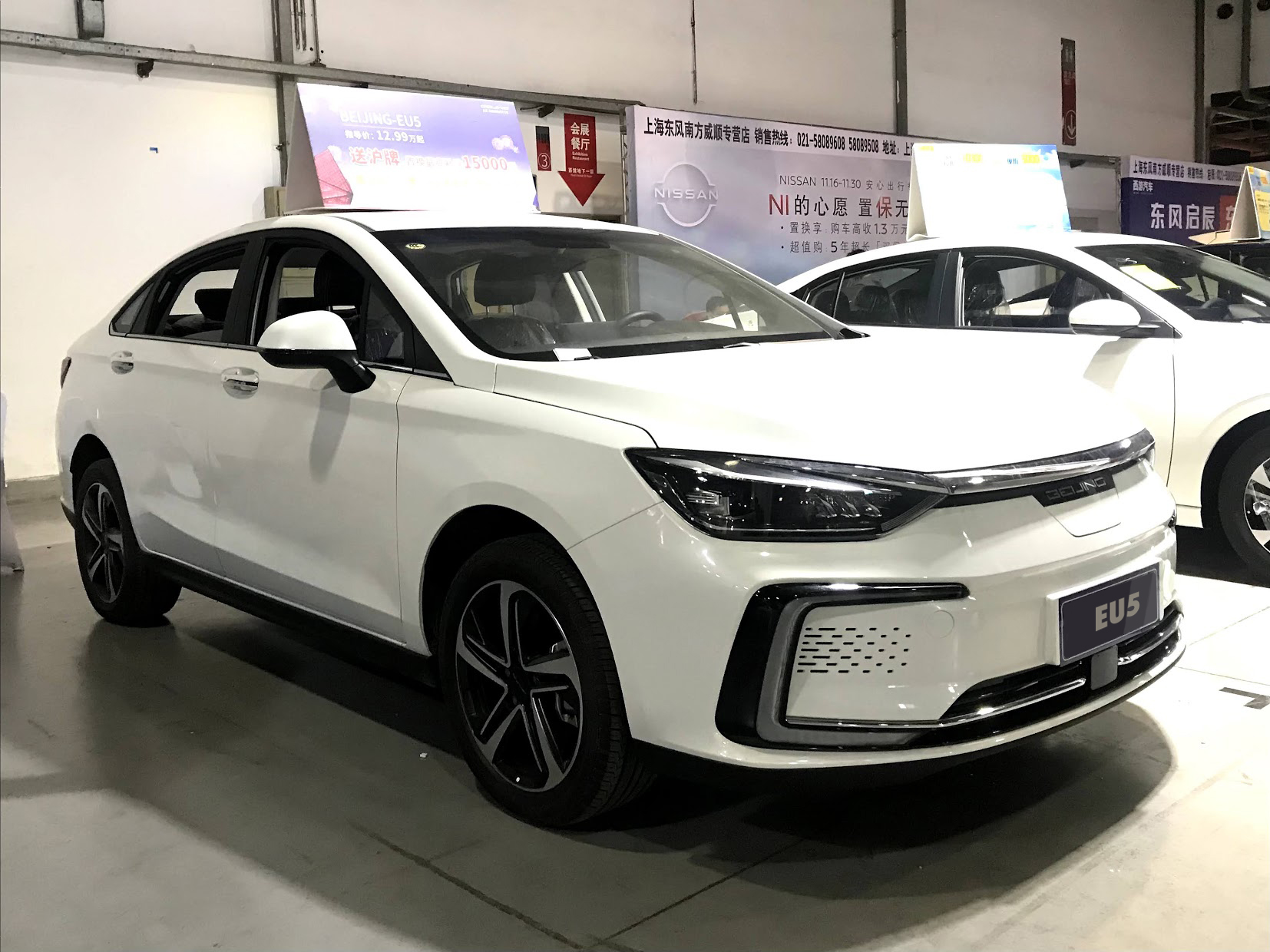
بكين إي يو 5

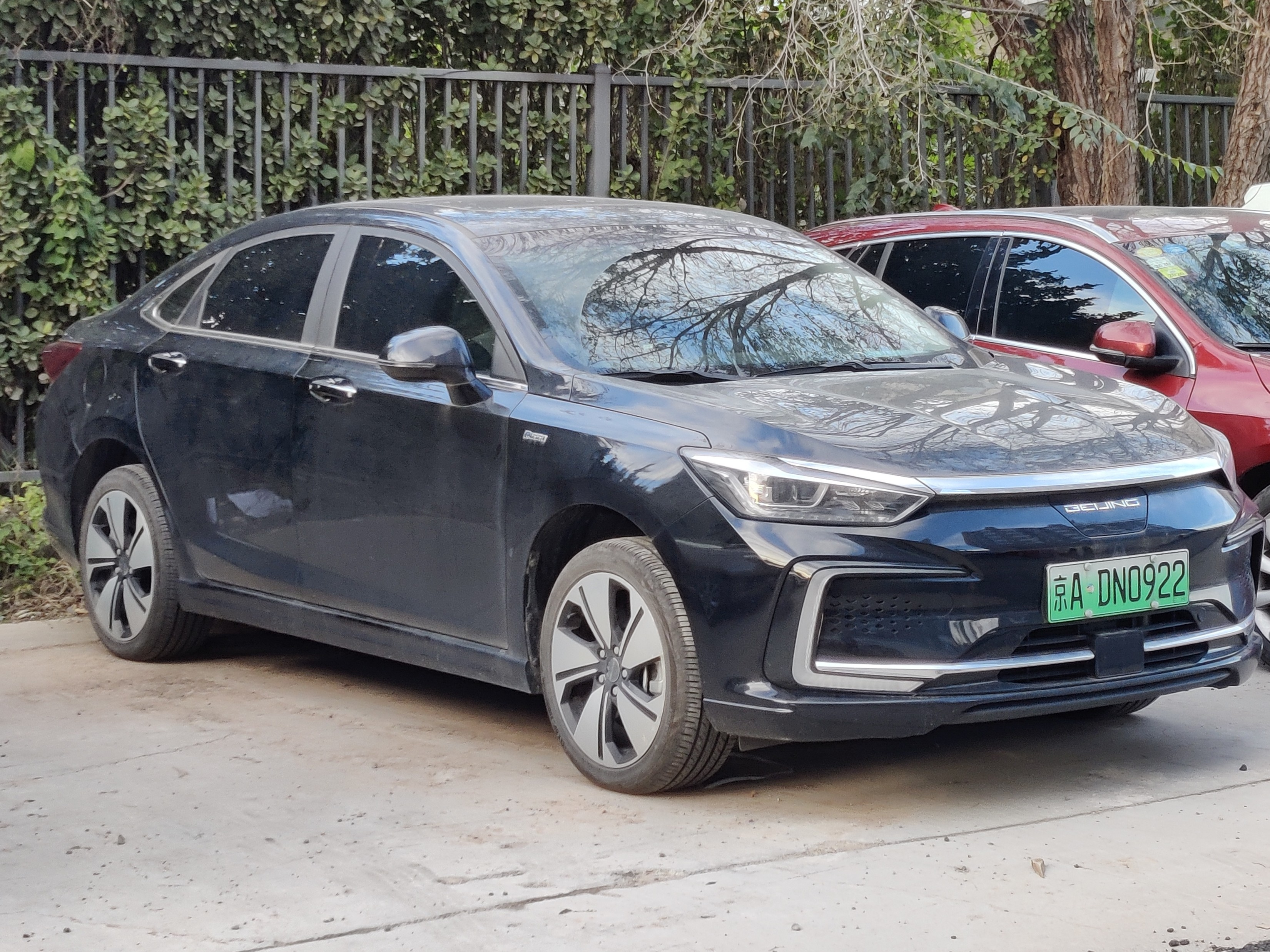
بكين إي يو 7

#### نماذج بجيف المتوقفة
- بجيف إي في (2013-2017)، سيارة صغيرة الحجم، طراز إي في من سينوفا دي 20.
- بكين إي سي 5/بجيف إي إكس (2016-2019)، سيارات الدفع الرباعي صغيرة الحجم، طراز إي في من سينوفا إكس 25.
- بجيف إي إتش (2016-2019)، سيارة متوسطة الحجم، طراز إي في من سينوفا دي 70.
- بجيف إي يو (2016-2019)، سيارة مدمجة، طراز إي في من سينوفا دي50.
- بجيف إي سي (2016-2020)، سيارة صغيرة الحجم.
- بكين إي إكس 3 (2018-2022)، سيارة الدفع الرباعي صغيرة الحجم.

## انظر أيضّاً
- صناعة السيارات في الصين
- مجموعة بايك
- بايك موتور
- أركفوكس
- ستيلاتو

## وصلات خارجية
- الموقع الرسمي